# Saint-Marc-le-Blanc
Saint-Marc-le-Blanc è un comune francese di 1 283 abitanti situato nel dipartimento dell'Ille-et-Vilaine nella regione della Bretagna.

## Società

### Evoluzione demografica
Abitanti censiti